# Васкес, Луис Эрни
Луи́с Э́рни Ва́скес Кайсе́до (исп. Luis Herney Vásquez Caicedo; род. 1 марта 1996[…], Флорида, Валье-дель-Каука) — колумбийский футболист, вратарь клуба «Атлетико Уила».

## Клубная карьера
Васкес — воспитанник клуба «Индепендьенте Медельин». 23 марта 2014 года в матче против «Депортиво Кали» он дебютировал в Кубке Мустанга, заменив во втором тайме Карлоса Бехарано. В первом же сезоне Луис помог команде завоевать серебряные медали чемпионата.
В начале 2017 года Луис перешёл в «Реал Картахена». 11 февраля в матче против «Унион Магдалены» он дебютировал в колумбийской Примере B.

## Международная карьера
В 2013 году в составе юношеской сборной Колумбии Васкес принял участие в юношеском чемпионате Южной Америки в Аргентине. На турнире он был запасным и на поле не вышел.
В 2015 году в составе молодёжной сборной Колумбии Луис занял второе место на молодёжном чемпионате Южной Америки в Уругвае. На турнире он принял участие в матчах против команд Бразилии.
Летом того же года Васкес принял участие в молодёжном чемпионате мира в Новой Зеландии. На турнире он был запасным и на поле не вышел.

## Достижения
Колумбия (до 20)
- Чемпионат Южной Америки по футболу среди молодёжных команд — 2015 (серебро)